# Atom Eve
Atom Eve, il cui vero nome è Samantha Eve Wilkins, è un personaggio dei fumetti statunitensi di Image Comics apparsa per la prima volta in Invincible n. 2 nel febbraio 2003, creata dallo sceneggiatore Robert Kirkman e dal disegnatore Cory Walker. Inizialmente ha avuto una relazione con Rex Splode prima di sposare Mark Grayson. Atom Eve possiede l'abilità di manipolare la materia a livello subatomico, permettendole di alterare la struttura molecolare degli oggetti, incluso il proprio corpo. È apparsa in fumetti, serie televisive, videogiochi e romanzi.

## Storia editoriale
Atom Eve è apparsa per la prima volta in Invincible, ambientato nell'universo Image, nel 2003, apparendo in diversi fumetti ambientati nell'universo immaginario. È stata adattata per fumetti animati, cartoni animati per la televisione e videogiochi.

## Biografia del personaggio
Samantha Eve Wilkins, in seguito nota come Atom Eve, è il risultato di un esperimento governativo top secret progettato per creare un superunano dalle abilità ineguagliabili. La sua madre biologica, Polly, fu inconsapevolmente sottoposta a esperimenti genetici durante la gravidanza sotto la supervisione del Dr. Elias Brandyworth, uno scienziato governativo. L'esperimento di Brandyworth mirava a potenziare l'intelligenza e le capacità di manipolazione molecolare della nascitura, conferendole un'innata comprensione delle scienze biologiche e chimiche a livello subatomico. Dopo che Polly diede alla luce Eve, il governo cercò di impossessarsene come potenziale arma. Tuttavia, Brandyworth, riconoscendo i pericoli derivanti dal permettere al governo di sfruttarla, decise di intervenire e sottrasse la neonata al controllo del governo, assicurandosi che crescesse in un ambiente normale. Per proteggerla, Brandyworth scambiò Eve con un bambino nato morto in ospedale, permettendole di essere affidata a Betsy e Adam Wilkins.
Dopo che Polly apparentemente morì di parto (in realtà fu tenuta in vita e sottoposta a esperimenti dal governo), Brandyworth si nascose per proteggere Eve, che rimase nascosta per molti anni, crescendo all'oscuro delle sue vere origini. I Wilkins, completamente ignari della sua straordinaria eredità, la crebbero come se fosse loro figlia. Fin da piccola, Eve dimostra un intelletto straordinario e un'innata capacità di comprendere concetti scientifici complessi senza un'istruzione formale. I suoi genitori adottivi, notando le sue capacità avanzate, faticarono a comprenderle, imponendole regole e aspettative rigide, sperando di plasmarla in quella che credevano fosse una bambina normale e disciplinata.
Durante l'adolescenza, Eve eccelleva negli studi, pur dovendo affrontare i vincoli della sua vita familiare. I suoi genitori mantenevano un approccio severo e autoritario, spesso ignorando la sua curiosità per il mondo e la sua identità. Questa tensione si acuì man mano che Eve diventava più consapevole delle sue capacità e si chiedeva perché si sentisse così diversa da chi la circondava.
Eve alla fine scoprì la verità sulle sue origini quando incontrò  Brandyworth, che gli rivelò l'intera portata dell'esperimento che l'aveva creata. Prima di assistere all'uccisione di Polly, ancora viva, dei suoi fratelli biologici (creati dal governo usando Polly) e di Brandyworth, inconsapevolmente installò un blocco mentale che limitava i suoi poteri.
Forte di questa consapevolezza, Eve accettò le sue capacità e scelse di usarle per il bene, adottando l'identità di supereroina Atom Eve. Iniziò a frequentare Rex Splode, tenendolo segretamente a vivere con sé nella sua camera da letto per tutta l'adolescenza del duo. Adottò l'identità di supereroina di Atom Eve e si unì al Teen Team, un gruppo di giovani supereroi. Come supereroina, Eve usa spesso i suoi poteri per aiutare le persone, a volte scontrandosi con il concetto tradizionale di eroismo. Si prende una pausa dalla lotta al crimine per concentrarsi su sforzi umanitari, usando le sue capacità per creare risorse per i bisognosi. Tuttavia, viene ripetutamente trascinata in battaglia, affrontando minacce come l'invasione dei Viltrumiti e vari supercriminali. 
Il rapporto di Eve con il suo collega supereroe Invincible si evolve nel tempo da compagni d'armi a una profonda relazione romantica. Il loro legame affrontò numerose sfide, tra cui battaglie contro nemici e lotte personali. Alla fine, si sposarono e ebbero una figlia di nome Terra. Alla fine, Eve supera i suoi precedenti limiti mentali, pur mantenendo la disciplina di non usare i suoi poteri su altri esseri. Superare i suoi limiti le permette di eguagliare i poteri di Mark, e di far ricrescere la gamba anni dopo averla persa. Stanca della Terra dopo che il regno utopico di Robot ha reso il crimine obsoleto, lei e Mark si trasferiscono su un pianeta alieno con la figlia. Dopo che Mark viene mandato in un passato alternativo per anni, Eve va avanti e ricomincia a frequentare qualcuno, crescendo la figlia da sola; al ritorno di Mark, si unisce a lui nello scontro con i figli dell'ex leader Viltrumita Thragg, prima che Mark assuma il trono come imperatore dell'Impero Viltrumita, con Eve come sua Imperatrice Consorte. Decenni dopo, sul letto di morte di Eve, quest'ultima ringiovanisce improvvisamente e si rende conto di essere immortale, potendo così stare con Mark fino alla fine della sua vita plurimillenaria, 500 anni dopo.

## Poteri e abilità
Atom Eve possiede la capacità di manipolare la materia a livello subatomico. Questo potere le permette di alterare la struttura atomica e molecolare della materia organica e inorganica, trasformando di fatto una sostanza in un'altra. Questo potere le consente di trasformare le sostanze, ad esempio trasformando le foglie in cibo o rimodellando i propri abiti. In combattimento, Eve impiega i suoi poteri per creare campi di forza protettivi, generare esplosioni di energia e costruire varie armi o strumenti dai suoi costrutti energetici. Può anche manipolare le forze elementali, il che le consente di controllare aspetti della natura come l'aria e la terra.
Un aspetto degno di nota delle sue capacità è la presenza di blocchi mentali, che in genere le impediscono di manipolare la materia senziente. Tuttavia, durante momenti di estremo stress emotivo o esperienze di pre-morte, queste barriere possono essere temporaneamente superate, conferendole capacità potenziate, tra cui guarigione accelerata e persino resurrezione. Nonostante l'enorme potenziale dei suoi poteri, il loro uso intensivo può portare a un rapido esaurimento calorico, rendendo necessario un maggiore apporto nutrizionale per mantenere la sua salute e sostenere le sue abilità. 
Lo stile di combattimento di Eve è principalmente difensivo e strategico, e privilegia la manipolazione del campo di battaglia piuttosto che il combattimento diretto. Sebbene le sue capacità siano estese, sono limitate dalla sua concentrazione e dalla complessità delle trasformazioni che esegue. Un uso eccessivo o il tentativo di alterazioni estremamente complesse può causare esaurimento sia fisico che mentale.

## Altri media

### Televisione
Atom Eve appare nella serie animata Invincible su Amazon Prime Video, doppiata da Gillian Jacobs. La serie segue fedelmente la sua trama nei fumetti, evidenziando la sua crescita come eroina e la sua relazione con Invincible. Nel 2023 è stato pubblicato un episodio speciale, Invincible Atom Eve, che approfondisce il suo passato.

## Accoglienza
Atom Eve ha ricevuto un'accoglienza positiva dalla critica nei suoi vari adattamenti.